# سانتا کلارا (یوتا)
سانتا کلارا (به انگلیسی: Santa Clara) شهری در ایالت یوتا کشور ایالات متحده آمریکا است که جمعیت آن در سرشماری سال ۲۰۱۰ میلادی، ۶٬۰۰۳ نفر بوده‌است.